# Sarcosuchus
Sarcosuchus és un gènere extint de cocodrilomorf neosuc que va viure durant el període Cretaci de l'era Mesozoica, fa aproximadament 110 milions d'anys. Se'n coneixen dues espècies, Sarcosuchus imperator i Sarcosuchus hartii.